# Slag bij Woeringen
De Slag bij Woeringen vond plaats op 5 juni 1288 en was het einde van de Limburgse Successieoorlog. Woeringen (Duits: Worringen) ligt in het huidige Duitsland en is een stadsdeel van Keulen.
In de Belgische geschiedschrijving (1838) werden de Slag bij Woeringen alsook de Guldensporenslag beschouwd als de grondslagen voor de Belgische onafhankelijkheid tegenover Duitsland en Frankrijk.

## Voorgeschiedenis
Toen hertog Jan I van Brabant aan het bewind kwam braken er sinds lange tijd weer vijandelijkheden uit tussen Brabant en Gelre (Gelderland). De Gelderse graaf Otto II riep de hulp in van de vrije bisschopsstad Keulen om op te trekken tegen de Brabanders.
Otto's zoon Reinoud I (1271-1326) trouwde met Irmgard van Limburg, de erfgename van hertog Walram IV van Limburg. Na de dood van Walram erfde Irmgard het hertogdom Limburg maar ze bleef kinderloos. Jan I van Brabant maakte na haar dood (1282) aanspraak op het hertogdom Limburg om Gelres uitbreiding tegen te gaan. In 1283 kwam het tot een gevecht tussen Gelre en Brabant.
Opmerkelijk hierbij is, dat Jan I sinds 1273 gehuwd is met Margaretha van Dampierre (ook wel Margaretha van Vlaanderen genoemd), dochter van Gwijde van Dampierre en Mathilde van Bethune en Dendermonde. Na overlijden van Margaretha's moeder hertrouwde Gwijde met Isabella van Luxemburg, die ook een dochter kreeg, Margaretha van Dampierre. Deze Margaretha werd in 1286 de tweede echtgenote van Reinoud I van Gelre. De vijandelijkheden vonden dus plaats binnen een familiale stamboom en bleven een aantal jaren voortduren tot op 5 juni 1288 de slag bij Woeringen plaatsvond.

## De slag

Slagorde voorafgaand aan de slag bij Woeringen, gebaseerd op Euler-Schmidt et al. (Keulen 1988).

Er zijn meerdere primaire bronnen overgeleverd over hoe de slag bij Woeringen verliep, waarbij de Österreichische Reimchronik of Steirische Reimchronik (circa 1314, geschreven door Otacher oûz der Geul oftewel Ottokar aus der Gaal) als betrouwbaarste gedetailleerde beschrijving geldt. De Rijmkroniek van Woeringen (circa 1290, toegeschreven aan Jan van Heelu) heeft met name in de Belgische nationale geschiedschrijving lang gegolden als belangrijkste primaire bron. Aangezien het een uiterst partijdig relaas is, met enkele fictieve elementen die niet te rijmen vallen met de historische context, is het echter minder betrouwbaar gebleken dan voorheen gedacht. De Rijmkroniek van Woeringen en Steirische Reimchronik zijn het maar over weinig zaken eens, behalve dat er aan beide zijden drie bataljons tegenover elkaar stonden en dat aan Brabantse zijde het bataljon van Jan I van Brabant in het midden stond.

### Volgens deSteirische Reimchronik
Het bataljon van graaf Reinoud I van Gelre viel het centrale bataljon van hertog Jan I van Brabant aan. Graaf Hendrik VI van Luxemburg weigerde graaf Adolf V van Berg aan te vallen, omdat zij te nauwe familie waren; daarom vielen de Luxemburgers eveneens het centrale Brabantse bataljon aan. Daarop kwamen de Bergse boeren de Brabanders te hulp en samen konden zij de Geldersen en Luxemburgers overwinnen. Hendrik van Luxemburg sneuvelde en Reinoud van Gelre werd gevangengenomen.
Ondertussen had aartsbisschop Siegfried van Westerburg van Keur-Keulen na een hevig gevecht de burgers van de Rijksstad Keulen verslagen. Daarna viel het bisschoppelijk bataljon de Brabants-Bergse troepen aan, maar zij versloegen ook de Keur-Keulse troepen en Siegfried werd eveneens krijgsgevangen gemaakt.

### Volgens deRijmkroniek van Woeringen
Aan Brabantse zijde stonden de Brabantse troepen van Jan I met 1500 ridders in het midden. Graaf Arnold V van Loon stond aan de rechtervleugel, samen met burgers van de vrije rijksstad Keulen, tegenover het bataljon van graaf Reinoud I van Gelre. Het derde bataljon aan Brabantse zijde stond onder leiding van graaf Adolf V van Berg, bestond voornamelijk uit boeren uit het graafschap Berg bewapend met knuppels; volgens de Rijmkroniek van Woeringen kwamen zij pas zeer laat in de strijd, waren zij erg dom en sloegen zowel vriend als vijand dood.
Tegenover hen stonden de troepen van Luxemburg, Gelre, de aartsbisschop van Keulen, Siegfried van Westerburg, en het hertogdom Limburg met 2200 ridders. Hendrik VI van Luxemburg sneuvelde in deze strijd.

## Nasleep
Brabant won de slag waardoor het hertogdom Limburg en de landen van Overmaas bij Brabant werden gevoegd, wat vijf eeuwen zo zou blijven. De hertog van Brabant werd hierdoor een van de machtigste heren van het Nederrijngebied. Brabant verloor slechts zo'n 40 ridders tegen zo'n 1100 aan Gelderse zijde. Een aantekening in het missaal van de kerk van Woeringen houdt het op 2400 doden.
De gevangen graaf Reinoud I van Gelre werd naar Leuven gevoerd waar hij goed werd behandeld, omdat hij voor veel losgeld kon worden vrijgekocht. De bondgenoten van Reinoud I werden verschillend behandeld. Dit betekende verder voor de graven van Gelre dat voor elke verdere gebiedsuitbreiding zij hun zinnen dienden te zetten stroomafwaarts de Maas, ten noorden van hun stamland Opper-Gelre.
Graaf Adolf van Nassau werd door hertog Jan I zonder losgeld vrijgelaten voor zijn tijdens de strijd betoonde moed. Deze geste zou de hertog geen windeieren leggen toen Adolf in 1292 tot Rooms-koning werd gekozen.
Heer Walram van Valkenburg weigerde hertog Jan I te erkennen als de hertog van Limburg. Hierdoor werd in augustus 1288 zijn kasteel te Valkenburg belegerd. Heer Walram 'de Rosse' ontsnapte via geheime gangen, die nog steeds zijn te vinden in de Fluweelengrot te Valkenburg. Het zou later tussen beide heren tot een verzoening komen. De burcht van Woeringen werd nog een week lang belegerd, waarna ook deze viel en de bevolking werd uitgemoord.
De aartsbisschop van Keulen kwam er minder makkelijk vanaf. Als gevangene van graaf Adolf V van Berg moest de aartsbisschop zijn zware wapenuitrusting en helm, waarin hij bij Woeringen had gevochten, voortdurend dragen. Hij was een jaar lang de gevangene van de graaf van Berg. Nadat de aartsbisschop voor een grote som was vrijgekocht, liet hij graaf Adolf gevangen nemen. Vervolgens werd de graaf naakt met honing besmeerd opgehangen in een ijzeren kooi, als attractie voor bijen en vliegen. De rijke graaf bood het drievoudige van het losgeld dat was betaald voor de aartsbisschop aan, maar de aartsbisschop ging er niet op in. De wraak van de aartsbisschop was letterlijk en figuurlijk zoet, Adolf stierf in gevangenschap.
Op 19 mei 1289 sloot Jan I een akkoord met zijn tegenstanders en werd de Limburg successieoorlog beslecht. Jan I van Brabant kwam daarbij door bemiddeling van de Franse koning in het bezit van Limburg.

## Galerij

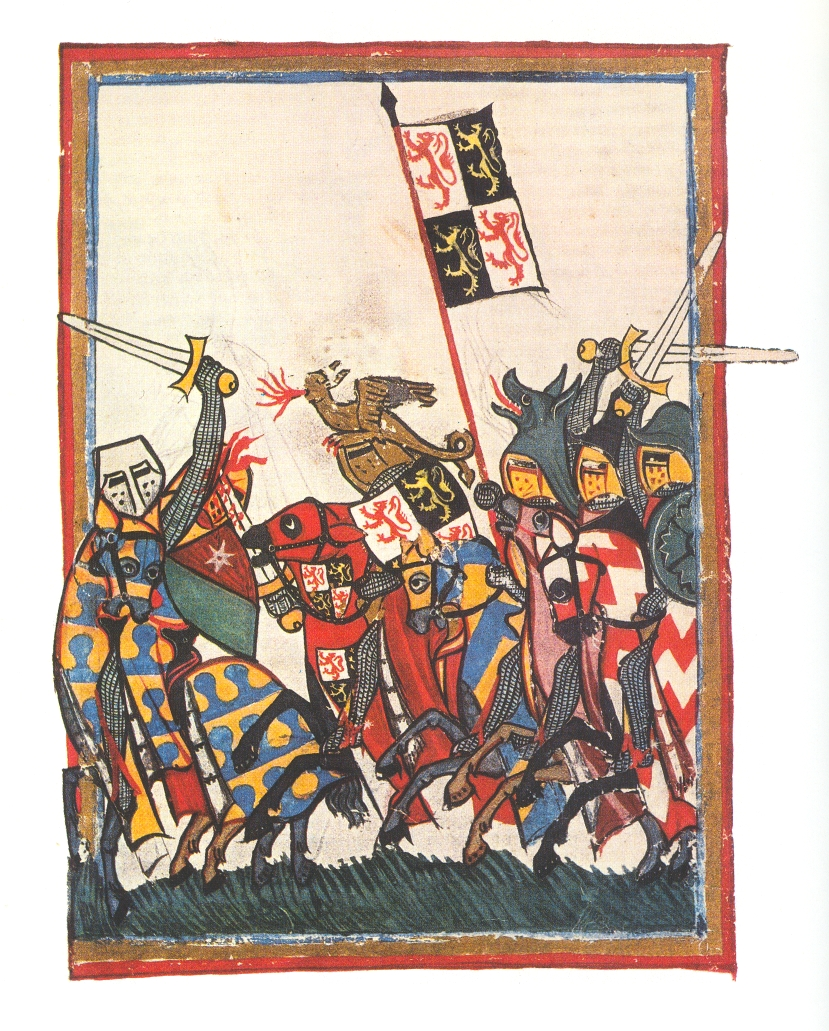
Banier van Jan I van Brabant in de slag bij Woeringen met, onjuist, de reeds verenigde Limburgse en Brabantse Leeuwen (Codex Manesse, circa 1300).efn|'Here, John I prematurely and incorrectly carries the coat-of-arms of both the duchies of Brabant and Limburg. The other coats-of-arms are imaginary, as are the fancy helmet decorations.'
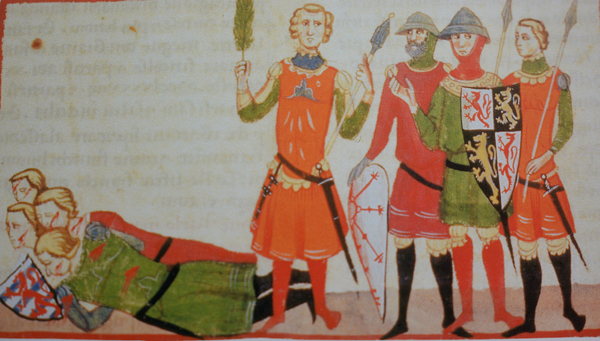
Gewonde Luxemburgers liggen op de grond aan de voeten van staande Brabanders. 14e-eeuws handschrift van Villani's Nuova Cronica.[b]
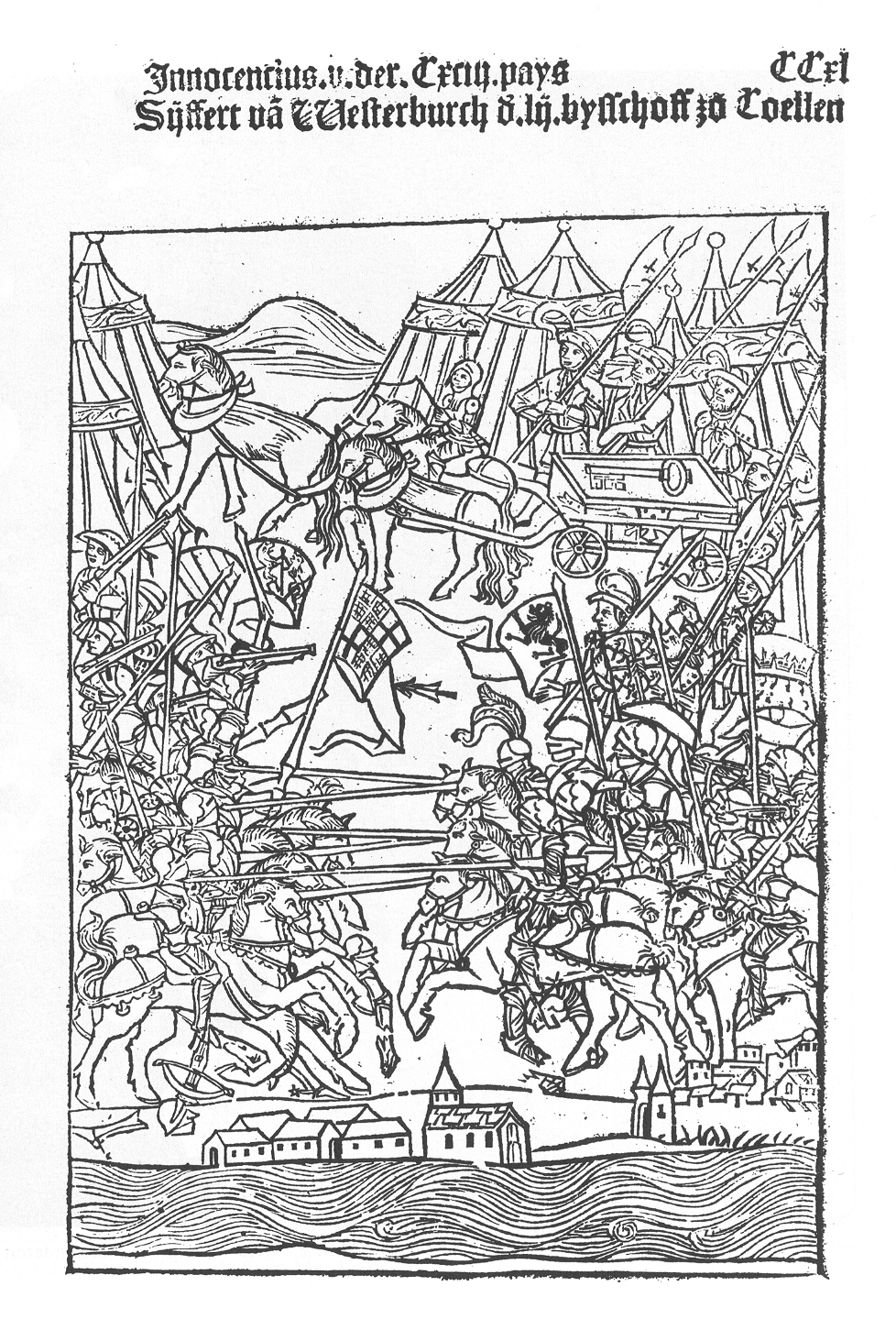
Vaandelwagen van de aartsbisschop van Keulen met de sleutel van de stad Keulen, uit de Koelhoffsche Chronik (1499).
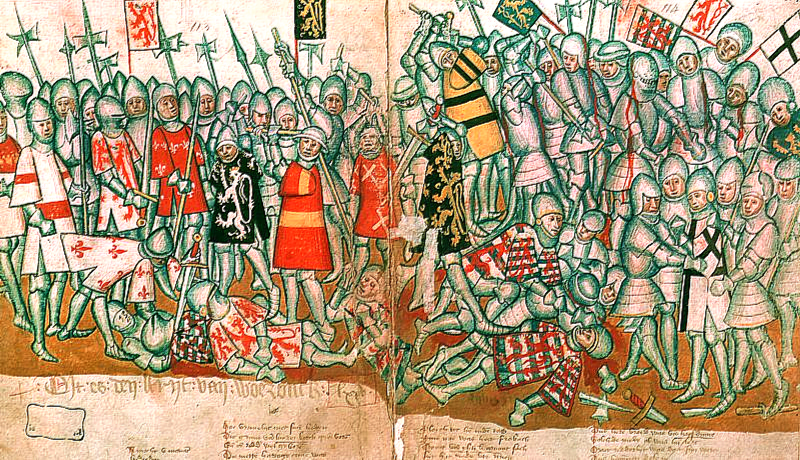
Illustratie van de slag bij Woeringen uit een 15e-eeuwse kopie van de Brabantsche Yeesten.
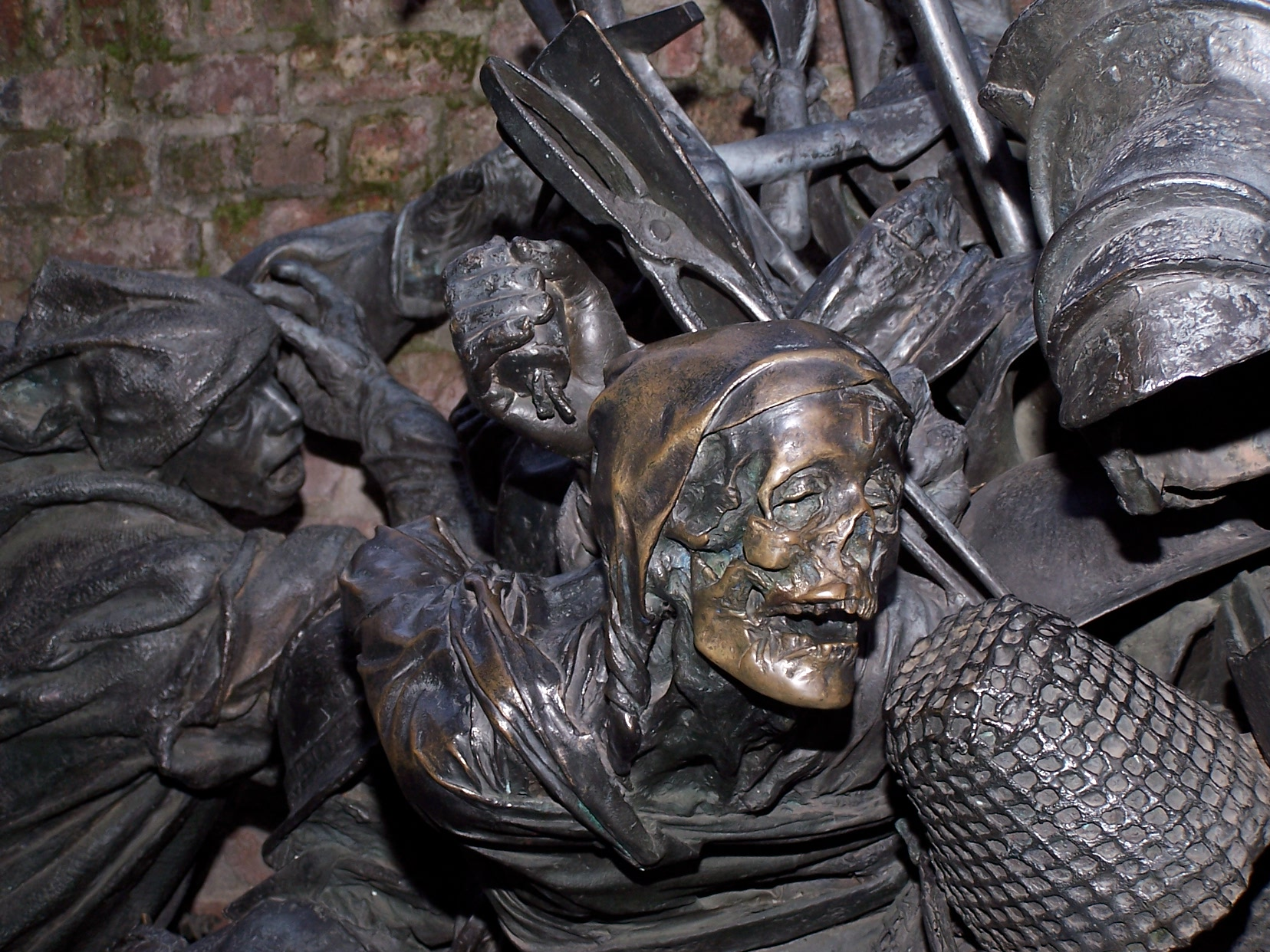
Detail van het Stadterhebungs-monument (1988) in Düsseldorf, dat de bruutheid van de slag uitbeeldt.
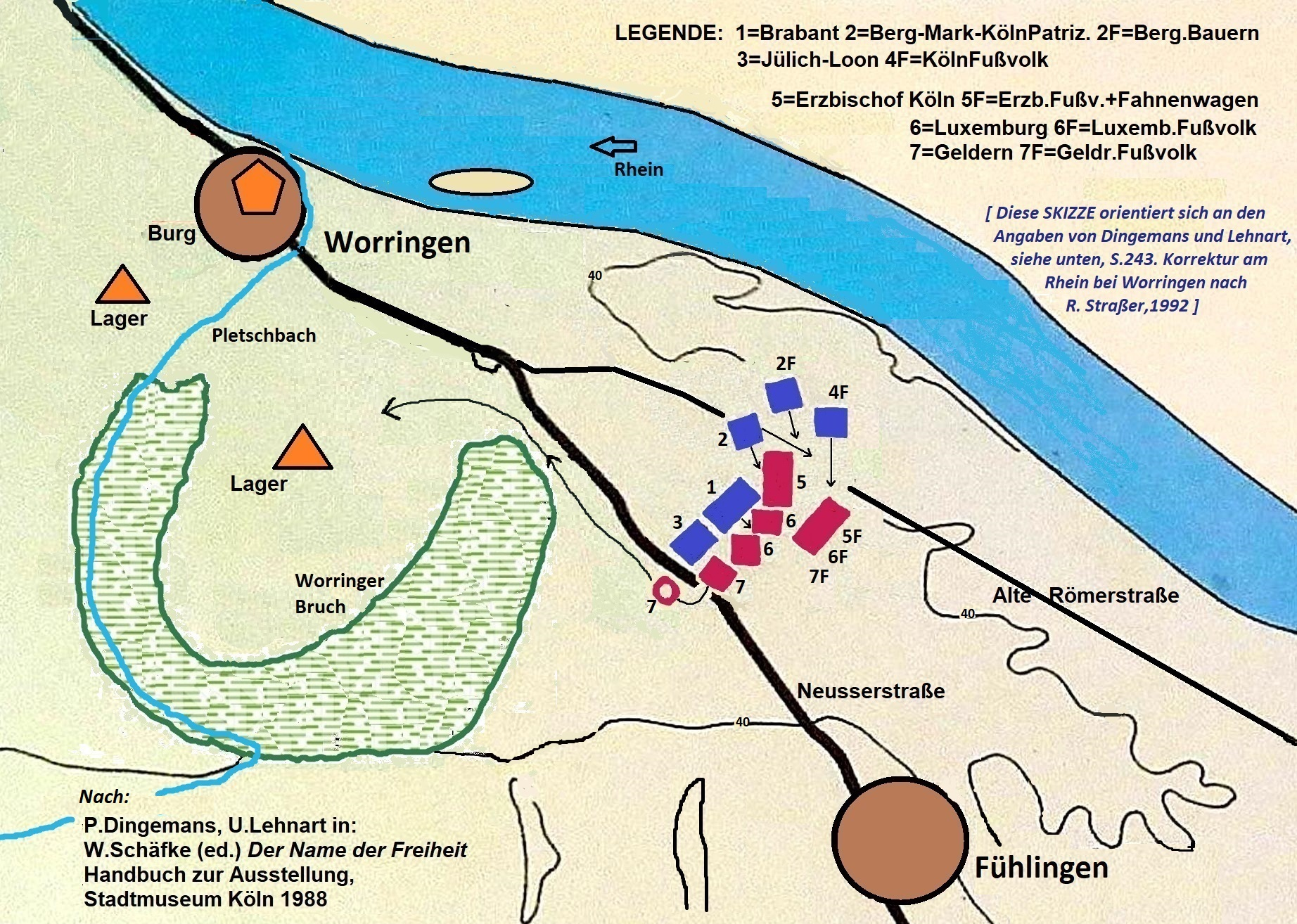
Kaart met reconstructie van de slag bij Woeringen volgens Euler-Schmidt et al. (1988), p. 243.